# Oscar Lewicki
Carl Oscar Johan Lewicki (Malmö, 14 luglio 1992) è un calciatore svedese di origini polacche, centrocampista o difensore del Malmö FF.

## Biografia
Suo padre Anders è stato anch'egli un calciatore.

## Caratteristiche tecniche
È un mediano che può giocare anche da interno.

## Carriera

### Club
Nel 2008 il Bayern Monaco lo ha prelevato dal vivaio del Malmö FF, ma con il club bavarese Lewicki non giocherà mai in prima squadra, dividendosi tra settore giovanile e squadra riserve.
Nell'agosto 2011 ha fatto ritorno in Svezia passando all'Häcken a parametro zero, nonostante la proposta del Bayern di estendere il contratto. Lì ha giocato per tre anni, poi alla fine, dell'Allsvenskan 2014, egli è ritornato al Malmö FF dov'era cresciuto.

### Nazionale
Dopo varie presenze con le nazionali giovanili, ha esordito con la nazionale maggiore il 17 gennaio 2014 in occasione di un'amichevole contro la Moldavia giocata ad Abu Dhabi.
Nel frattempo ha continuato a giocare con la Svezia Under-21, ed è stata proprio una sua doppietta a qualificare gli scandinavi per gli Europei 2015 di categoria. Nello specifico, ha segnato il gol decisivo del 4-1 all'88' minuto della sfida di ritorno dei play-off contro la Francia, ribaltando così la sconfitta per 2-0 dell'andata. È stato tra i 23 convocati che hanno poi conquistato il titolo europeo nel giugno seguente.
Terminato il ciclo con l'Under-21, Lewicki è stato chiamato dal CT Erik Hamrén per partecipare agli Europei 2016 con la nazionale maggiore.

## Palmarès

### Club

#### Competizioni nazionali
- Campionato svedese: 5

Malmö: 2016, 2017, 2020, 2021, 2023, 2024
- Coppa di Svezia: 2

Malmö: 2021-2022, 2023-2024

### Nazionale
- Campionato d'Europa Under-21: 1

Svezia: 2015

### Individuale
- Squadra del torneo degli Europei Under-21: 1

Rep. Ceca 2015